# 프로쇼비체군

마워폴스카주 지도에 표시된 프로쇼비체군의 위치

프로쇼비체군(폴란드어: powiat proszowicki)은 폴란드 마워폴스카주에 위치한 군으로 군청 소재지는 프로쇼비체이며 면적은 414.57km2, 인구는 43,441명(2006년 기준), 인구 밀도는 100명/km2이다.
동쪽으로는 타르누프군, 시비엥토크시스키에주 카지미에자군, 남동쪽으로는 브제스코군, 남쪽으로는 보흐니아군, 남서쪽과 서쪽으로는 크라쿠프군, 북서쪽으로는 미에후프군과 접한다. 6개 지방 자치체(2개 도시형 농촌, 4개 농촌)를 관할한다.

군 문장